# 李乔尔
李乔尔,(英語：Joel Li）,2017年在北美成立泰达国际汽车集团并担任CEO，2021年，李乔尔入选《2021胡润U30中国创业领袖》名单，2022年，收购电动汽车线上平台EV.com而闻名。